# Павлов, Димитр
Димитр Николов Павлов (болг. Димитър Николов Павлов; 7 сентября 1937, Кичево, Третье Болгарское царство — 6 октября 2019, Варна) — болгарский государственный, политический и военный деятель, вице-адмирал (1990), командующий ВМС Болгарии (1990—1992), Министр обороны Болгарии (1995—1997).

## Биография
Окончил Нахимовское училище. В 1959 году — Высшее военно-морское училище имени Николы Вапцарова в Варне.
Член БКП. Морскую службу начал на противолодочном корабле.  Был начальником штаба и командиром дивизии.
В 1974 году окончил Военно-морскую академию в Ленинграде. Стажировался в Каспийском высшем военно-морском училище в Баку, в Военно-морском училище подводных лодок в Севастополе. Служил помощником командира и командиром боевого корабля, начальником штаба и заместителем командира Варненской Военной-морской базы (1982—1986). В 1984 году — заместитель командира пятой сводной эскадры в Средиземном море. Кроме того, был командиром Бургасской военно-морской базы с 1987 по 1988 год. С сентября 1988 по август 1990 года — заместитель командующего ВМС Болгарии.
В 1990 году стал вице-адмиралом, с 1990 по 1992 год — командующим Военно-морскими силами Болгарии. С 1992 по 1993 год — заместитель начальника Инспекции Вооружённых Сил по ВМФ. В январе 1993 года отправлен в резерв.
С 20 мая по 17 октября 1994 года — заместитель министра обороны по военно-политическим вопросам, а с 18 октября 1994 по 26 января 1995 года — заместитель министра обороны по административным, правовым и социальным вопросам. Затем до 1997 года занимал пост министра обороны Болгарии.